# جرج توماسینی
جرج توماسینی (انگلیسی: George Tomasini؛ ۲۰ آوریل ۱۹۰۹ – ۲۲ نوامبر ۱۹۶۴) یک تدوین‌گر اهل ایالات متحده آمریکا بود.

## فیلم‌شناسی
- Wild Harvest (۱۹۴۷ – تی گارنت)
- The Turning Point (۱۹۵۲ – ویلیام دیترله)
- بازداشتگاه شماره ۱۷ (۱۹۵۳ – بیلی وایلدر)
- هودینی (۱۹۵۳ – جورج مارشال)
- Elephant Walk (۱۹۵۴ – دیترله)
- پنجره پشتی (۱۹۵۴ – آلفرد هیچکاک)
- گرفتن یک دزد (۱۹۵۵ – هیچکاک)
- مردی که زیاد می‌دانست (۱۹۵۶ – هیچکاک)
- مرد عوضی (۱۹۵۶ – هیچکاک)
- سرگیجه (۱۹۵۸ – هیچکاک)
- شمال از شمال غربی (۱۹۵۹ – هیچکاک)
- ماشین زمان (۱۹۶۰ – جرج پال)
- روانی (۱۹۶۰ – هیچکاک)
- ناجورها (۱۹۶۱ – جان هیوستون)
- تنگه وحشت (فیلم ۱۹۶۲) (۱۹۶۲ – جی. لی تامپسون)
- پرندگان (۱۹۶۳ – هیچکاک)
- Who's Been Sleeping in My Bed? (۱۹۶۳ – دنیل من)
- مارنی (۱۹۶۴ – هیچکاک)
- 7 Faces of Dr. Lao (۱۹۶۴ – پال)
- در راه خطر (۱۹۶۵ – اتو پرمینجر)